# عبده زايد
عبده زايد (أحمد محمد علي) (1365- 1445 هـ / 1946- 2024 م) من علماء البلاغة العربية، باحث وكاتب وناقد مصري كبير، وأستاذ جامعي أزهري. عضو رابطة الأدب الإسلامي العالمية، ورئيس مكتب الرابطة في مصر، وعضو جبهة علماء الأزهر.

## ولادته وتحصيله
وُلد أحمد محمد علي المعروف باسم (عبده زايد) في قرية القُرْنَة بمدينة الأَقْصُر في صعيد مصر، يوم السبت 7 ربيع الأول 1365هـ الموافق 9 فبراير (شُباط) 1946م. سمَّاه أبوه أحمد فهو في الوثائق والأوراق الرسمية والشهادات الدراسية (أحمد محمد علي)، وأسمته أمُّه عبده ونُسب إلى جدِّ الأسرة الأعلى زايد فعُرف باسم (عبده زايد) في أسرته وقريته وبين أصدقائه وزملائه ثم عند طلابه وقرَّائه.
كان والده أميًّا ولكنه محبٌّ للعلم والعلماء، فألحقه بكُتَّاب القرية في سنٍّ صغيرة، فحفظ القرآن الكريم وتعلَّم القراءة والكتابة وقواعد الحساب، وحين افتُتح معهد الأَقْصُر الديني عام 1958 ألحقه والدُه به بعد اجتيازه امتحانًا للقَبول، هيَّأه لدخوله زميلٌ له سبقه بسنتين إلى الدراسة في الأزهر؛ هو ابنُ قريته أحمد الطيِّب الذي صار شيخًا للأزهر الشريف.
حصل من المعهد على الشهادة الإعدادية الأزهرية بتفوُّق، فكان ترتيبه الأولَ على طلَّاب المعهد. وكان الامتحانُ يومئذٍ موحَّدًا لطلاب الأزهر على مستوى الجمهورية المصرية، فالأسئلة تخرج من القاهرة إلى معاهد الأزهر المختلفة من السنة الأولى الابتدائية إلى السنة الخامسة الثانوية، وكان التصحيح مركزيًّا في القاهرة، والنتيجة تخرج من القاهرة وتوزَّع على معاهد الجمهورية، ولا يتدخل أحدٌ في هذه النتيجة مهما كانت. وكان عددُ طلاب الدفعة الأولى في معهد الأقصر 360 طالبًا، تخرَّج منهم في الشهادة الإعدادية بعد أربع سنوات 53 طالبًا فقط.
واضطُرَّ إلى الانقطاع عن الدراسة سنتين؛ عمل فيهما عملًا شاقًّا في مشروع السدِّ العالي في أسوان؛ ليساعدَ أسرته الفقيرة. ولكنَّه أصيب في أسوان إصابةً أعادته إلى قريته، فألحَّ عليه زميله أحمد الطيب - وقد وصل إلى السنة الرابعة الثانوية في معهد قنا الديني - أن يعود إلى الدراسة مرَّة أُخرى، وطلب منه أوراقه وقدَّمها إلى المعهد، فدرس في المعهد الثانوي خمس سنوات، تلقَّى فيها العلم على يد علماء لهم مكانتهم ومنزلتهم. وحصل على الشهادة الثانوية الأزهرية من معهد قنا الديني عام 1969 بترتيب الأول على طلاب المعهد. وفي هذه المرحلة بدأ ينظُم الشعر ويلقيه في إذاعة المعهد.
ثم انتقل إلى القاهرة والتحق بكلية اللغة العربية بجامعة الأزهر، ومنها نال الإجازة (بكالوريوس) عام 1973. ثم تابع دراسته في تخصُّص البلاغة والنقد في الجامعة نفسها، فحصل على شهادة العالِمية (الماجستير) عام 1975، وعنوان رسالته (أبو الحسن الرُّمَّاني وجهودُه في بلاغة القرآن الكريم)، ناقشه فيها الشيخان أحمد الحجَّار وكامل الخَولي. ثم على شهادة العالِمية العليا (الدكتوراه) عام 1981م، وعنوان رسالته (بلاغة السَّكَّاكي: منهجًا وتطبيقًا)، بإشراف الشيخ كامل الخَولي والدكتور محمد محمد أبو موسى (شيخ البلاغيين العرب حاليًّا)، وناقشها الشيخُ محمد عبد الرحمن الكردي والدكتور شوقي ضيف.

## عمله ووظائفه
عمل عبده زايد مدرِّسًا في ثماني كليات في خمس جامعات في أربعة بلدان عربية؛ في جمهورية مصر العربية، والمملكة العربية السعودية، والإمارات العربية المتحدة، ومملكة البحرين. وبدأ حياته العملية معيدًا في كلية اللغة العربية بجامعة الأزهر بالقاهرة فور تخرُّجه في الجامعة عام 1973، ثم عُيِّن محاضرًا، فأستاذًا مساعدًا فأستاذًا مشاركًا، إلى أن رُقِّيَ إلى درجة الأستاذية (بروفيسور) عام 1993.
أُعير إلى كلية الشريعة والدراسات الإسلامية في جامعة الإمام محمد بن سعود الإسلامية في مدينة الأحساء، من 1984 إلى 1988، ثم عاد إلى كلية اللغة العربية في الأزهر، وبعد حصوله على رتبة الأستاذية رجع إلى السعودية أستاذًا للبلاغة والنقد ومنهج الأدب الإسلامي في كلية اللغة العربية بجامعة الإمام من عام 1993 إلى 1998.
وعمل في كلية العلوم الإنسانية بجامعة الإمارات العربية المتحدة أستاذًا زائرًا، وفي كلية الآداب بجامعة البحرين.
وأشرف في جامعة الأزهر وجامعة الإمام على عدد من رسائل الماجستير والدكتوراه.

## نشاطه وإسهاماته
نشط عبده زايد في مجال الأدب والنقد والإبداع، وأسهم في أنشطة بعض الهيئات والرابطات الأدبية، فكان ركنًا من أركان رابطة الأدب الإسلامي العالمية، وأولَ رئيس لمكتب الرابطة في القاهرة، ونائبًا لرئيس مكتب البلاد العربية في الرياض، ونائبًا لرئيس تحرير مجلة الأدب الإسلامي، وعضوًا في مجلس أمناء الرابطة.
وكان كذلك عضوَ جبهة علماء الأزهر، وعضوَ الجمعية التربوية الإسلامية في مصر، وشارك في كثير من المؤتمرات والندَوات في مصر والأردن وتركيا والسعودية والإمارات والمغرب. وأشرف على الصفحة الأدبية في مجلة الدعوة القاهرية.
وكان آخر عهده بمجالس العلم قبل شهر من وفاته، في 10 ديسمبر 2023م، في محاضرة ألقاها في قاعة الشيخ إبراهيم الجبالي في كلية اللغة العربية بجامعة الأزهر في القاهرة، ضمن سلسلة لقاءات الموسم الثقافي لقسم البلاغة والنقد، وكانت بعنوان: (قرينة المَجاز). أما أولُ محاضرة ألقاها في حياته فكانت وهو طالبٌ في السنة الثالثة الثانوية، في قصر ثقافة قنا، حضرها الكثيرُ من زملائه وأساتذته والجمهور، وكان يشارك في الندَوات العامَّة ويُلقي فيها الشعر.

## صفاته وشمائله
- وصفه ابنُ قريته وزميله في الدراسة شيخ الأزهر الدكتور أحمد الطيب بقوله: كان مثالًا في الأدب والأخلاق والعلم، مخلصًا لأزهره طَوالَ عمله منذ أن كان معيدًا وحتى تفرُّغه للبحث، ولم يدَّخر جُهدًا في خدمة طلاب العلم والباحثين، وكان خيرَ ممثِّل للأزهر في المحافل العلمية والأكاديمية، وستظلُّ كتبه ومؤلفاته منهلًا خِصبًا للطلاب والباحثين في علوم اللغة العربية وآدابها.[11]
- ووصفه تلميذه ياسين عطية بقوله: عبده زايد عَلَم من أعلام البلاغة والنقد في جامعة الأزهر العريقة، وعدد من الجامعات العربية، وأستاذ مشهود له بالتحقيق والتدقيق فيما يَخطُّه قلمُه أو ينطِقُ به لسانُه، كلُّ ذلك مع بِشْرٍ في الوجه وإنكارٍ للذَّات وهَضمٍ للنفس، ومن دلالات ذلك أني كلما قابلتُه حيَّيتُه بقولي: مرحبًا أستاذنا الكريم، فما يكون منه إلا أن يقول لي: (أستاذُنا) هذه تقولها للشيخ محمد أبو موسى، للشيخ إبراهيم الخَولي، أما أنا فلا (أستاذنا) ولا شيء من هذا، ثم يُنشد قولَ أبي عليٍّ البصير:[6]

## كتبه وآثاره
1. (نظرات في الفصاحة والبلاغة) 1402هـ.
2. (نظرات في المحسِّنات البديعية) 1402هـ.
3. (شاعر وقصيدة) 1404هـ.
4. (من أسرار البيان النبوي) 1406هـ.[12]
5. (معلَّقة زهير في ضوء نظرية النظم) 1986م.
6. (دراسات في علم البديع) 1986م.
7. (الأدب الإسلامي ضرورة) 1411هـ.
8. (عكس الظاهر في ضوء أسلوب القرآن الكريم ولغة العرب) 1412هـ.
9. (من أسرار النظم في القصَص النبوي) 1412هـ.
10. (محاضرات في البلاغة العربية) 1413هـ.[13]
11. (استعمال الألفاظ الأجنبية هل يُخلُّ ببلاغة الكلام؟)
12. (أبو الحسن الرُّمَّاني وجهودُه في بلاغة القرآن الكريم)
13. (تنصير النحو العربي)
14. (عزل اللغة عن القرآن الكريم وآثاره المدمِّرة)
15. (قضية المصطلح في النقد الأدبي الإسلامي)
16. (المبالغة عند السِّجْلِمَاسِيِّ وهيمنة المنهج الأَرِسْطي)
17. (مفهوم الأدب الإسلامي عند المستشرق الأمريكي جرونباوم)[6]

ونشر عشرات المقالات الأدبية والنقدية في عدد من المجلات منها: (الأدب الإسلامي) و(الفيصل) و(الحرس الوطني) و(أهلا وسهلا) و(المستقبل الإسلامي) في السعودية. و(الدعوة) و(لواء الإسلام) و(سطور) و(رسالة الإسلام) و(الوسطية) في مصر. و(المنتدى) في الإمارات.

## وفاته ودفنه
توفي عبده زايد في القاهرة، صباح يوم السبت أول رجب 1445هـ الموافق 13 يناير 2024م، وصُلِّي عليه عقب صلاة الظهر في مسجد الصِّدِّيق بمساكن الشيراتون، ودُفن في مقابر أرض الجولف بمصر الجديدة.
ونعاه شيخ الأزهر أحمد الطيب، وختم نعيه بقوله: أتقدَّم بخالص العزاء وصادق المواساة إلى أسرة الدكتور عبده زايد، وإلى أسرة كلية اللغة العربية بجامعة الأزهر، وإلى أصدقائه وطلابه، داعيًا المولى عزَّ وجلَّ أن يتغمَّد الصديقَ الراحل بواسع رحمته ومغفرته، وأن يجعلَ ما قدَّمه لأزهره وطلابه في ميزان حسناته شفيعًا له.

## الملاحظات
1. ↑  ذكر  الباحثُ صبري فوزي أبو حسين في مقالة له بعنوان (الأدب الإسلامي في رحاب الأزهر الشريف) أن أول رئيس لمكتب رابطة الأدب الإسلامي العالمية في مصر هو الدكتور علي علي صُبح، ولكن الدكتور عبده زايد ردَّ هذه الدعوى مؤكِّدًا أنه هو أول رئيس لمكتب الرابطة في مصر، ثم لمَّا انتقل إلى الرياض للعمل في جامعة الإمام تولى رئاسةَ المكتب الدكتور عبد المنعم يونس.